# Uwe Frowein
Uwe Frowein (*  3. März 1962) ist ein ehemaliger deutscher Fußballspieler.
Über die Jugendmannschaften von Hassia Bingen und Eintracht Frankfurt kam Frowein 1981 zum 1. FC Kaiserslautern, wo er zunächst für die Amateure spielte. Ab 1982 stand er im Profikader der „Roten Teufel“ und absolvierte bis zur Winterpause der Saison 1983/84 elf Spiele für die Bundesligamannschaft ohne Torerfolg. Frowein wurde zum Zweitligisten Hertha BSC transferiert, wo er bis Saisonende spielte. Dies war gleichzeitig seine letzte Profistation.
Aktuell ist er in der FCK-Traditionsmannschaft aktiv.

## Statistik
| Liga          | Spiele (Tore) |
| ------------- | ------------- |
| Bundesliga    | 11 (0)        |
| 2. Bundesliga | 12 (3)        |
| Wettbewerb    |               |
| DFB-Pokal     | 05 (3)        |